# 11. oktober
11. oktober er dag 284 i året i den gregorianske kalender (dag 285 i skudår). Der er 81 dage tilbage af året.
Probus dag. Ukendt helgen. FN's Internationale Pigedag

### Begivenheder
Født - Dødsfald
- 1521 - Pave Leo 10. giver titlen 'Defender of the Faith' til Henrik 8. af England for hans bog, som støtter katolicismen. 12 år senere bryder Henrik med Rom for at gifte sig med Anne Boleyn.
- 1634 - En stormflod "hvis lige ikke var set siden Den Store Manddrukning" (16. januar 1362) rammer om natten marskområdet. På få timer bliver generationers inddæmmede områder oversvømmet. Værst går det ud over Vadehavsbugten nord for Ejdersted (ved Ejderen). På øen Nordstrand (ud for Husum) skyller havet gennem 44 diger. 6.000 af de 9.000 indbyggere drukner. Cirka 50.000 køer og heste dør alene på Nordstrand, og 19 af øens 22 kirker går tabt. I hele Nordfrisland drukner andre 3.000 mennesker.
- 1689 - Peter den Store bliver tsar i Rusland.
- 1722 - Fredensborg Slot ved Esrum sø indvies. Kong Frederik 4. opførte slottet som et monument over den nyligt vundne fred efter Den Store Nordiske Krig, hvor Danmark havde fået Holsten-Gottorps halvdel af Slesvig tilbage.
- 1727 - Georg 2. af Storbritannien krones som konge.
- 1737 - Omkring 3.000 omkommer i en kombineret cyklon og jordskælvshændelse i Kolkata, Indien. Nogle samtidige britiske aviser beretter om 300.000 døde, hvilket må anses som urealistisk, da Kolkata kun havde 20.000 indbyggere på det tidspunkt.[1][2]
- 1811 - Den første dampfærge, Juliana, begynder at sejle mellem New York City og Hoboken, New Jersey.
- 1881 - Rullefilm til kameraer bliver patenteret af D.H. Houston fra Cambria i Wisconsin, USA
- 1890 - "The Daughters of the American Revolution" grundlægges i Washington D.C..
- 1923 - Et revolutionerende nyt tonefilmsystem, udviklet af de danske ingeniører Petersen & Poulsen, præsenteres for offentligheden i Palads Teatret i København.
- 1931 - Den katolske kirke indfører Maria Moderskab (Maternità di Maria Santissima) som en af Mariadagene.
- 1939 - Albert Einstein informerer præsident Franklin D. Roosevelt om muligheden af at lave en atombombe.
- 1942 - Slaget ved Cape Esperance ved Solomon Islands indledes under 2. verdenskrig. Det ender med amerikansk sejr over japanerne.
- 1957 - Jodrell Bank-teleskopet, som er designet af Bernard Lovell, tages i brug.
- 1958 - Månesonden Pioneer 1 opsendes. Den fejler, vender tilbage og brænder op i jordens atmosfære.
- 1960 - Aksel Larsen holder valgtale fra sygehuset, hvor han er indlagt med et brækket ben.
- 1962 - Pave Johannes 23. åbner i Peterskirken 1. session i Det andet Vatikankoncil; den fjerde og sidste session afholdes i 1965.
- 1963 - En undersøgelse i en amerikansk avis viser, at der i USA lever fire millioner flere kvinder end mænd.
- 1963 - Med 106 stemmer mod en fordømmer FN undertrykkelsen af ikke-hvide i Den Sydafrikanske Republik.
- 1968 - Den første Olsen Banden-film har premiere.
- 1968 - Apollo 7, det første bemandede Apollo-rumfartøj, opsendes med astronauterne Wally Schirra, Donn Fulton Eisele og Walter Cunningham om bord.
- 1971 - VKR-regeringen afløses af en socialdemokratisk mindretalsregering med Jens Otto Krag som statsminister.
- 1975 - Bill Clinton (William Jefferson Clinton) og Hillary Rodham bliver gift i Fayetteville, Arkansas, USA. De bliver senere præsidentpar i USA (1993-2001).
- 1976 - Karen Andersen fra Vorbasse bliver Thailands førstedame, da hendes mand professor og tidligere højesteretsdommer Thanin Kraivixien udnævnes til landets nye ministerpræsident. Han bliver afsat i oktober det følgende år til fordel for en general.
- 1978 - I en EM-kvalifikationskamp i Idrætsparken spiller Danmarks fodboldlandshold 2-2 mod Bulgarien. De danske mål bliver scoret af Benny Nielsen og Søren Lerby.
- 1979 - Fidel Castro taler for første gang i 19 år ved FN's generalforsamling.
- 1980 - På Leninværftet i Gdansk i Polen går arbejderne i strejke. Strejkerne breder sig langt ind i landet.
- 1980 - Russiske kosmonauter vender tilbage til jorden efter 185 dage i rummet om bord på Salyut 6.
- 1980 - NÅ!!80 generations-manifestation afholdes i Huset i Magstræde i København.
- 1981 - På vej hjem fra den ægyptiske præsident Anwar Sadats begravelse erklærer de tidligere USA-præsidenter Gerald Ford og Jimmy Carter, at FN bør forhandle med den palæstinensiske befrielsesorganisation PLO.
- 1982 - Efter 437 år på havets bund hæves resterne af Henrik 8. af England's  flagskib Mary Rose, som sank i 1545 nær Portsmouth. Det indeholder blandt andet 100 langbuer af fint takstræ.
- 1984 - Astronaut på Challenger, Kathryn D. Sullivan bliver første amerikanske kvinde til at tage en spadseretur i rummet.
- 1986 - Præsident Ronald Reagan og sovjetlederen Michail Gorbatjov mødes i Reykjavik for at diskutere begrænsning af mellemdistanceraketter i Europa
- 1987 - Slesvig-Holstens afsatte ministerpræsident Uwe Barschel findes død i et badekar på et hotel i Geneve.
- 1987 - 200.000 deltager i "bøssemarch" i Washington.
- 1988 - Kvindelige studenter får adgang til Magdalene College, Cambridge, efter 446 år udelukkende med mandlige studerende.
- 1989 - I Idrætsparken vinder Danmarks fodboldlandshold 3-0 over Rumænien i en VM-kvalifikationskamp. Målene bliver scoret af Kent Nielsen, Brian Laudrup og Flemming Povlsen.
- 1990 - Octavio Paz modtager Nobelprisen i litteratur.
- 1991 - FN's sikkerhedsråd underlægger Iraks militærindustri permanent kontrol.
- 1994 - Dronning Margrethe og Prins Henrik indleder et fire dages officielt besøg i Tjekkiet og Slovakiet.
- 1995 - I en EM-kvalifikationskamp mod Spanien spiller Danmarks fodboldlandshold i Parken 1-1. Danmarks udlignende mål bliver scoret af Kim Vilfort i starten af anden halvleg.
- 1997 - Ved at spille 0-0 mod Grækenland i Athen kvalificerer Danmarks fodboldlandshold sig til VM i Frankrig i 1998. Danmark vinder pulje 1 foran Kroatien, mens Grækenland bliver nr. 3. Havde grækerne vundet kampen, var de blevet vinder af puljen, mens Danmark som toer havde måttet spille kvalifikationskamp til VM.
- 1998 - Om natten (til den 12. oktober) styrter et lille Cessna 402-fly ned på øen Stord mellem Bergen og Stavanger i Norge. Piloten og de otte danske passagerer omkommer alle.
- 1998 - Pave Johannes Paul II kanoniserer den første jødiskfødte kvinde i moderne tid, Edith Stein, en katolsk nonne, som døde i Auschwitz.
- 1999 - Superfos sælges til den amerikanske Ashland-koncern for 6,6 milliarder kr.
- 2002 - Den tidligere amerikanske præsident, Jimmy Carter får Nobels fredspris “for årtiers utrættelig indsats for at finde fredelige løsninger på internationale konflikter, for fremme af demokrati og menneskerettigheder og for sit virke for økonomisk og social udvikling”.
- 2012 - FN's Internationale Pigedag indføres.

### Født
- 1671 - Frederik 4., konge af Danmark 1699-1730 (død 1730).
- 1782 - Steen Steensen Blicher, dansk forfatter og præst (død 1848).
- 1798 - Thomas Overskou, dansk forfatter, teaterhistoriker og instruktør (død 1873).
- 1806 - Niels Kjærbølling, dansk grundlægger (død 1871).
- 1844 - Henry John Heinz, amerikansk virksomhedsgrundlægger (død 1919).
- 1865 - Hans Eernst Kinck, norsk forfatter (død 1926).
- 1881 - Frede Skaarup, dansk teaterdirektør (død 1942).
- 1884 - Eleanor Roosevelt, social reformator, forfatter og præsidentfrue (død 1962).
- 1885 - André Maurois, fransk forfatter (død 1967).
- 1890 - Fanny Jensen, dansk politiker, forbundsformand og minister (død 1969).
- 1916 - Hagen Hagensen, dansk landsretssagfører og statsrevisor (død 2009).
- 1919 - Art Blakey, amerikansk trommeslager (død 1990).
- 1935 - Ole Dixon, dansk skuespiller (død 1975).
- 1937 - Bobby Charlton, engelsk fodboldspiller.
- 1948 - Daryl Hall, (født Hohl) amerikansk sanger (Hall & Oates).
- 1955 - Kurt Strand, dansk journalist.
- 1958 - Niels Pagh Andersen, dansk filmklipper.
- 1960 - Michael Carøe, dansk skuespiller.
- 1966 - Luke Perry, amerikansk skuespiller (død 2019).
- 1984 - Morten Olsen (håndboldspiller), dansk håndboldspiller.
- 1985 - Michelle Trachtenberg, amerikansk skuespiller (død 2025).

### Dødsfald
- 1303 - Pave Bonifatius 8., italiensk pave (født ca. 1230).
- 1347 - Ludvig 4. af Bayern, tysk-romersk kejser (født 1282).
- 1531 - Ulrich Zwingli, schweizisk reformator (født 1484).
- 1565 - Otte Rud, dansk admiral (født 1520).
- 1827 - Christian Ditlev Reventlow, dansk statsmand og godsejer (født 1748).
- 1889 - James Prescott Joule, britisk fysiker (født 1818).
- 1896 - Anton Bruckner, østrigsk komponist (født 1824).
- 1919 - Karl Gjellerup, dansk forfatter og teolog (født 1857).
- 1935 - Agnes Adler, dansk pianist (født 1865).
- 1961 - Chico Marx, amerikansk skuespiller og komiker (født 1887).
- 1963   - Jean Cocteau, fransk forfatter og filminstruktør (født 1889).
- 1987 - Uwe Barschel, vesttysk toppolitiker (født 1944).
- 1992 - Theo Wolvecamp,  hollandsk CoBrA-maler (født 1925).
- 2008 - Jörg Haider, østrigsk politiker (født 1950).
- 2012 - Helmut Haller, tysk fodboldspiller (født 1939).
- 2020 - Ângelo Martins, portugisisk fodboldspiller (født 1930).